# Медаль Победы (Румыния)
Медаль Победы (Румыния) (рум. Medalia victoriei) — румынская награда, учреждённая королевским указом от 20 июля 1921 года. В отличие от аналогичных наград стран-союзников, учреждена не только в ознаменование победы в Первой мировой войне, но и в румынско-венгерской войне.
Было награждено около 300 000; лента, единая для всех стран, имела цвета двойной радуги с красным цветом в центре.

## Критерии награждения

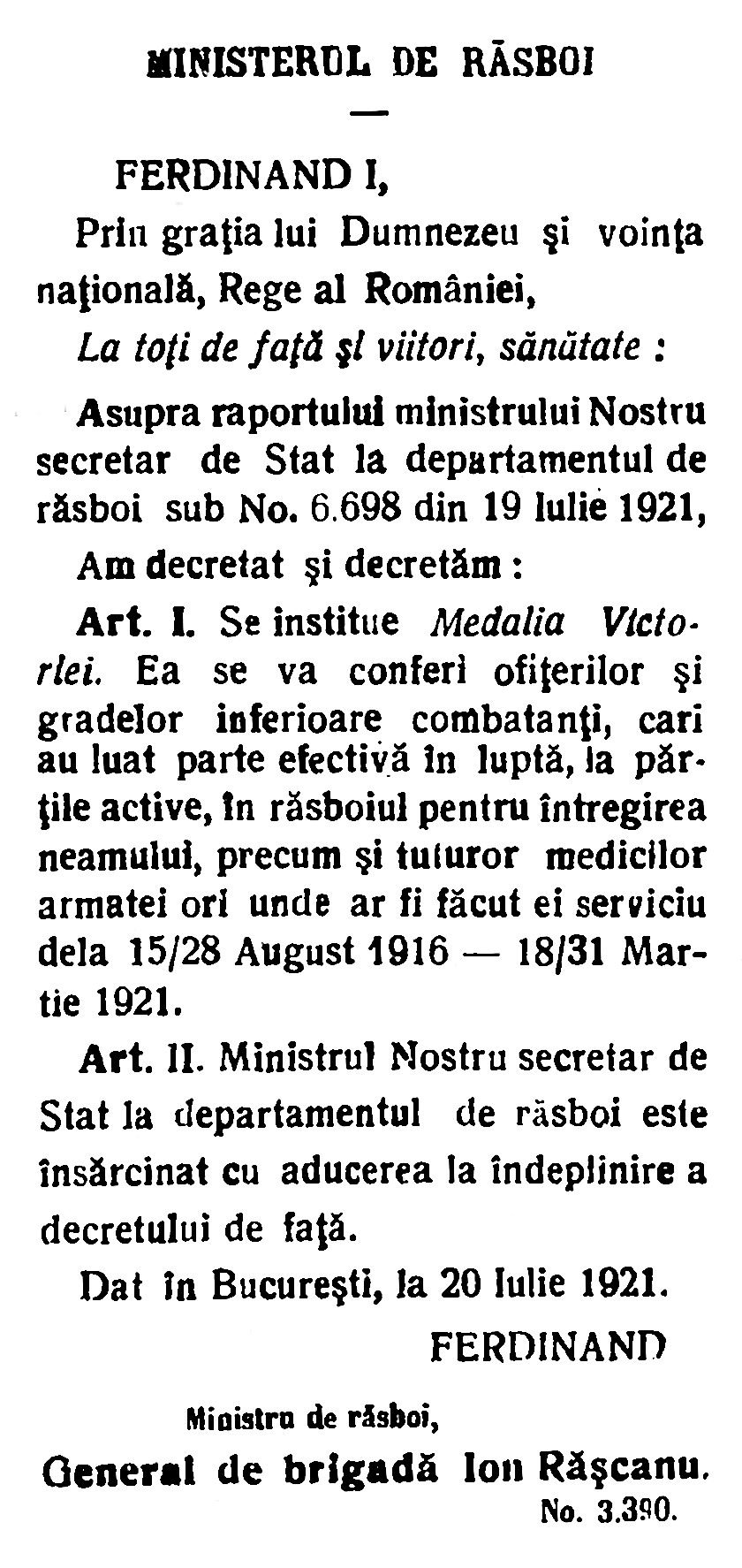
Королевский указ об учреждении румынской медали Победы

Согласно указу об учреждении, право на получение медали имел весь личный состав любого звания, фактически принимавший участие в боевых действиях в период с 28 августа 1916 года по 31 марта 1921 года, включая участников румынско-венгерской войны.
Постановлением военного министра № 847 от 3 августа 1921 года награда была ограничена солдатами, а также авиамеханикам, полевым хирургам, носильщикам раненых, фельдшерам и капелланам, а также командирам артиллерийских частей, дивизий, корпусов и армий, начальникам штабов и штабным офицерам, служившим на фронте. Награжденные орденом «За воинскую доблесть» офицеры автоматически получали эту награду, в то время как военные атташе были специально исключены; минимальный срок службы не установлен.

## Знаки различия
Предложения по дизайну медали были представлены международному жюри, которое для румынской версии выбрало дизайн подполковника Константина Кристеску.
Была произведена в Париже, фирмой Arthus-Bertrand.

### Медаль
Медаль представляет собой бронзовый диск диаметром 36 мм.
На аверсе стоит во весь рост Ника, держа пальмовую ветвь в левой руке и острие меча в правой.
На обороте в центре алебарда и в три строки слова «MARELE RĂZBOI / PENTRU / CIVILIZAŢIE» («Великая война за цивилизацию»).
По краю лавровая ветвь и дубовая ветвь обведены цепью из двадцати колец, на каждом из десяти в профиль выгравировано название одной из союзных стран: Англии, Бельгии, Греции, Японии, Сербии, США, Китай, Румыния, Италия и Франция.
Подпись скульптора «Kristesko» стоит рядом с кольцом Японии.

### Лента
В официальных случаях и церемониях медаль носили на левой стороне груди на ленте шириной 39 мм цветами двух радуг, красную в центре и пурпурную по бокам, таким же, как у других союзных союзных стран, учредивших медаль.
В иных случаях вместо медали надевали только ленту.